# Kalmaluodot (ö i Södra Savolax, Nyslott, lat 62,01, long 28,88)
Kalmaluodot är en ö i Finland. Den ligger i sjön Kolponen och i kommunen Enonkoski i den ekonomiska regionen  Nyslotts ekonomiska region  och landskapet Södra Savolax, i den sydöstra delen av landet, 290 km nordost om huvudstaden Helsingfors. Öns area är 0,4 hektar och dess största längd är 90 meter i öst-västlig riktning.  Notera att namnet antyder att det är fråga om flera öar.